# Amphoe Khao Khitchakut

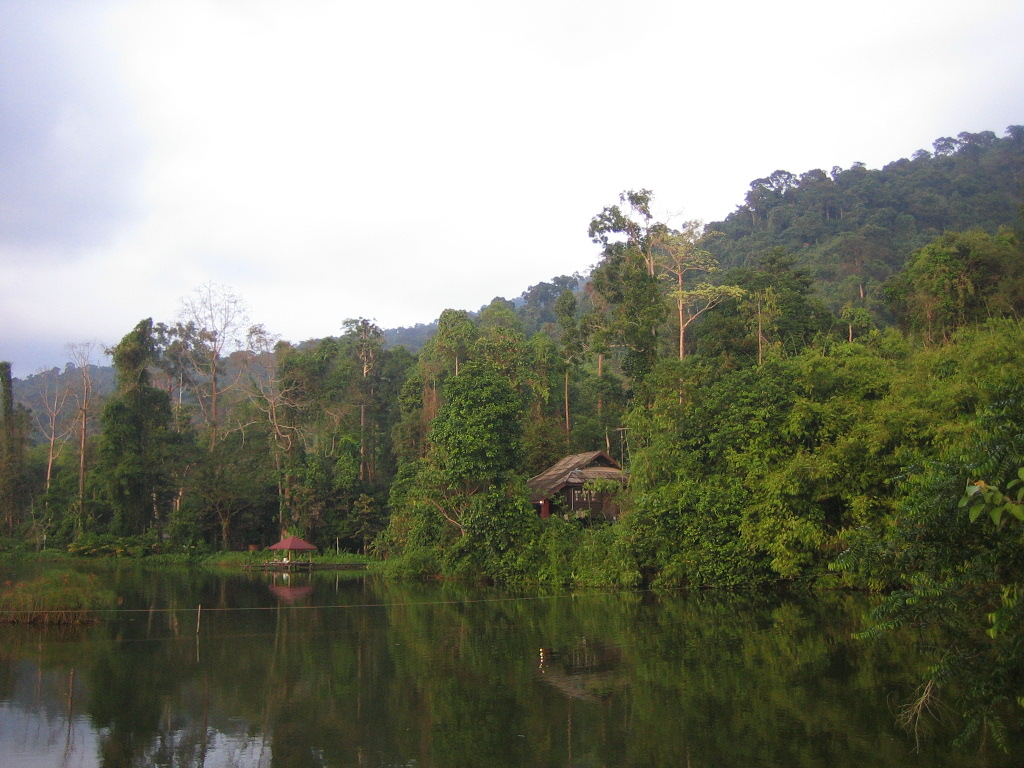
Szene im Nationalpark Khao Khitchakut

Amphoe Khao Khitchakut (Thai: อำเภอ เขาคิชฌกูฏ) ist ein Landkreis (Amphoe – Verwaltungs-Distrikt) in der Provinz Chanthaburi. Die Provinz Chanthaburi liegt im Osten der Zentralregion von Thailand.

## Geographie
Benachbarte Amphoe (im Uhrzeigersinn von Westen aus): die Amphoe Kaeng Hang Maeo, Soi Dao, Pong Nam Ron, Makham, Mueang Chanthaburi und Tha Mai. Alle Amphoe liegen in der Provinz Chanthaburi.
Ein wichtiger Fluss im Landkreis ist der Maenam Chanthaburi (Chantaburi-Fluss), der im  Nationalpark Khao Khitchakut entspringt.

## Geschichte
Amphoe Khao Khitchakut wurde am 1. Juli 1993 zunächst als „Zweigkreis“ (King Amphoe) eingerichtet, indem er vom 
Amphoe Makham abgetrennt wurde.
Am 15. Mai 2007 hatte die thailändische Regierung beschlossen, alle 81 King Amphoe in den einfachen Amphoe-Status zu erheben, um die Verwaltung zu vereinheitlichen.
Mit der Veröffentlichung in der Royal Gazette „Issue 124 chapter 46“ vom 24. August 2007 trat dieser Beschluss offiziell in Kraft.

## Ausbildung
In Amphoe Khao Khitchakut befindet sich der Nebencampus Chanthaburi der Technischen Universität Rajamangala Tawan-ok.

## Sehenswürdigkeiten
- Nationalpark Khao Khitchakut (อุทยานแห่งชาติเขาคิชฌกูฏ)

## Verwaltung

### Provinzverwaltung
Der Landkreis Khao Khitchakut ist in fünf Tambon („Unterbezirke“ oder „Gemeinden“) eingeteilt, die sich weiter in 45 Muban („Dörfer“) unterteilen.
| Nr. | Name          | Thai      | Muban | Einw. |
| --- | ------------- | --------- | ----- | ----- |
| 01. | Chak Thai     | ชากไทย    | 08    | 4.236 |
| 02. | Phluang       | พลวง      | 10    | 7.158 |
| 03. | Takhian Thong | ตะเคียนทอง | 09    | 4.375 |
| 04. | Khlong Phlu   | คลองพลู    | 10    | 6.246 |
| 05. | Chanthakhlem  | จันทเขลม   | 08    | 5.657 |

### Lokalverwaltung
Es gibt fünf Kommunen mit „Kleinstadt“-Status (Thesaban Tambon) im Landkreis:
- Khlong Phlu (Thai: เทศบาลตำบลคลองพลู) bestehend aus dem kompletten Tambon Khlong Phlu.
- Chanthakhlem (Thai: เทศบาลตำบลจันทเขลม) bestehend aus dem kompletten Tambon Chanthakhlem.
- Phluang (Thai: เทศบาลตำบลพลวง) bestehend aus dem kompletten Tambon Phluang.
- Takhian Thong (Thai: เทศบาลตำบลตะเคียนทอง) bestehend aus dem kompletten Tambon Takhian Thong.
- Chak Thai (Thai: เทศบาลตำบลชากไทย) bestehend aus dem kompletten Tambon Chak Thai.